# Но Теву
Но Теву (кореј. 노태우; Тегу, 4. децембар 1932 — Сеул, 26. октобар 2021) био је јужнокорејски политичар који је био председник Јужне Кореје од 1988. до 1993. године.